# Rak Island
Rak Island (englisch; bulgarisch остров Рак ostrow Rak, deutsch ‚Krabbeninsel‘) ist eine felsige, in west-östlicher Ausrichtung 615 m lange und 200 m breite Insel in der Gruppe der Vedel-Inseln im Wilhelm-Archipel vor der Graham-Küste des Grahamlands auf der Antarktischen Halbinsel. Sie liegt 5,25 km westnordwestlich der Krogmanninsel, 652 m westnordwestlich von Kostenurka Island, 245 m nordöstlich von Bager Island und 805 m westsüdwestlich von Lapa Island.
Britische Wissenschaftler kartierten sie 2001. Die bulgarische Kommission für Antarktische Geographische Namen benannte sie 2020 deskriptiv, da ihre Form entfernt an eine Krabbe erinnert.